# Marina Novosel
Pour les articles homonymes, voir Novosel.
Marina Novosel est une joueuse croate de volley-ball née le 20 novembre 1985 à Zagreb. Elle mesure 1,84 m et joue au poste de réceptionneuse-attaquante.

## Clubs
| Club                  | De        | À         |
| --------------------- | --------- | --------- |
| ŽOK Azena             | 2001-2002 | 2002-2003 |
| Mladost Zagreb        | 2003-2004 | 2003-2004 |
| OK Benedikt           | 2004-2005 | 2004-2005 |
| ATSC Klagenfurt       | 2005-2006 | 2006-2007 |
| Nova KBM Branik       | 2007-2008 | 2007-2008 |
| AS Saint-Raphaël      | 2008-2009 | 2008-2009 |
| Allgäu Team Sonthofen | 2009-2010 | 2009-2010 |
| ŽOK Marsonia          | 2010-2011 | 2010-2011 |
| OK Poreč              | 2011-2012 | …         |

## Palmarès
- Championnat de Croatie
  - Vainqueur : 2004, 2015.
  - Finaliste : 2003, 2016.
- Coupe de Croatie
  - Vainqueur : 2013.
  - Finaliste : 2003, 2004.
- Coupe d'Autriche
  - Vainqueur : 2007.
  - Finaliste : 2006.
- Championnat d'Autriche
  - Finaliste : 2007.
- Championnat de Slovénie
  - Finaliste : 2008.
- Coupe de Slovénie
  - Finaliste : 2008.